# جزيرة إليفانتا
جزيرة إليفانتا (بالمراثية: एलिफेंटा आयलँड) (وتسمى أيضًا جزيرة غرابوري  (أي «مدينة الكهوف») أو جزيرة بوري ) هي واحدة من عدد من الجزر في ميناء مومباي، شرق مومباي في الهند.

## مناطق الجذب السياحي وسهولة الوصول إليها
هذه الجزيرة هي مقصد سياحي شهير بسبب معابد كهفية في الجزيرة، تسمى الكهوف بـ كهوف إليفانتا، التي تم نحتها من الصخور.
يمكن الوصول إلى الجزيرة بسهولة بواسطة عبارة من مومباي، على 10 كيلومتر (6.2 ميل) حوالي 10 كيلومتر (6.2 ميل) من الساحل الجنوبي الشرقي للمدينة الجزيرة. حيث تغادر القوارب يوميًا من بوابة الهند، وتستغرق الرحلة ساعة تقريبًا. يمكن شراء التذاكر الخاصة بها من البوابة نفسها. العبارة الأولى تغادر في الساعة 9   صباحا وآخر في 2   مساء. من مرحلة الهبوط على متن القارب في الجزيرة، يؤدي الممر إلى خطوات تصعد إلى الكهوف الشهيرة.
هناك أيضًا لعبة قطار ضيقة في منطقة القوارب المؤدية إلى الكهوف (حوالي 600 متر). على طول الطريق، يبيع الباعة المتجولون الهدايا التذكارية مثل القلائد، الخلخال، المشابك وسلاسل المفاتيح. هناك أيضا أكشاك لشراء المواد الغذائية والمشروبات. تلعب القرود الصغيرة على طول جانبي المسار، حيث تقوم في بعض الأحيان بسرقة أشياء من الباعة المتجولين والقمامة والسياح.
لدى صندوق ميناء مومباي خطط لربط الجزيرة من ميناء حاجي باندر، ومومباي عبر طريق حبلي. بمجرد بنائه، سيستغرق الوصول إلى موقع اليونسكو للتراث العالمي 14 دقيقة فقط، بينما تستغرق عبر العبّارة حاليًا ساعة واحدة.

## التاريخ
عُرف المستكشفون البرتغاليون في القرن السادس عشر، المعروف باسم غرابوري، اسم جزيرة الفانتا (أي «إيلها دو إلفانتي»)، بعد رؤية تمثال البازلت المترابط لفيل وجد بالقرب من المدخل. قرروا أخذها إلى بلادهم لكنهم انتهوا بإلقاءها في البحر لأن سلاسلهم لم تكن قوية بدرجة كافية. في وقت لاحق، تم نقل هذا التمثال إلى متحف فيكتوريا وألبرت (المعروف الآن باسم متحف الدكتور بهاو داجي لاد) في مومباي، من قبل البريطانيين. كانت هذه الجزيرة ذات مرة، عاصمة مملكة محلية قوية. في المخطوط "F" للمخرج ليوناردو دافنشي (المحفوظ في مكتبة فرنسا)، هناك ملاحظة يقول فيها «خريطة إليفانتا في الهند التي يمتلكها أنتونيلو بائع ملابس رجالية.» ليس من الواضح من كان هذا المسافر فلورنتين أنتونيلو.

## الاتجاه
مساحة الجزيرة 16 كيلومتر مربع (6.2 ميل2). وهي تقع في حوالي 18°57′N 72°56′E / 18.95°N 72.93°E . تقع هذه المنطقة ضمن ولاية ريجاد بولاية ماهاراشترا.

## الزراعية
الجزيرة مشجرة بأشجار النخيل والمانجو والتمر الهندي.

## السكان
ويبلغ عدد سكانها حوالي 1200. ويشارك السكان بشكل رئيسي في زراعة الأرز وصيد الأسماك وإصلاح القوارب. هناك مدفعان من العصر البريطاني في القمة. في الآونة الأخيرة، تم بناء سد صغير للحفاظ على مياه الأمطار ولكن هذا الجزء من الجزيرة مملوك للقطاع الخاص ولا يمكن للسياح الوصول إليه.
هناك ما مجموعه ثلاث قرى: شينتباندار، موراباندار، وراجبندر، وعاصمتها راجباندار. يمكن رؤية الكهوف والأكشاك في شينتباندار. موراباندار لديها غابة كثيفة. الإقامة بين عشية وضحاها غير مسموح بها للسائحين. تغادر العبارة الأولى في الساعة 12:30 مساءً والأخيرة في الساعة 5:30 مساءً.

## صالة عرض

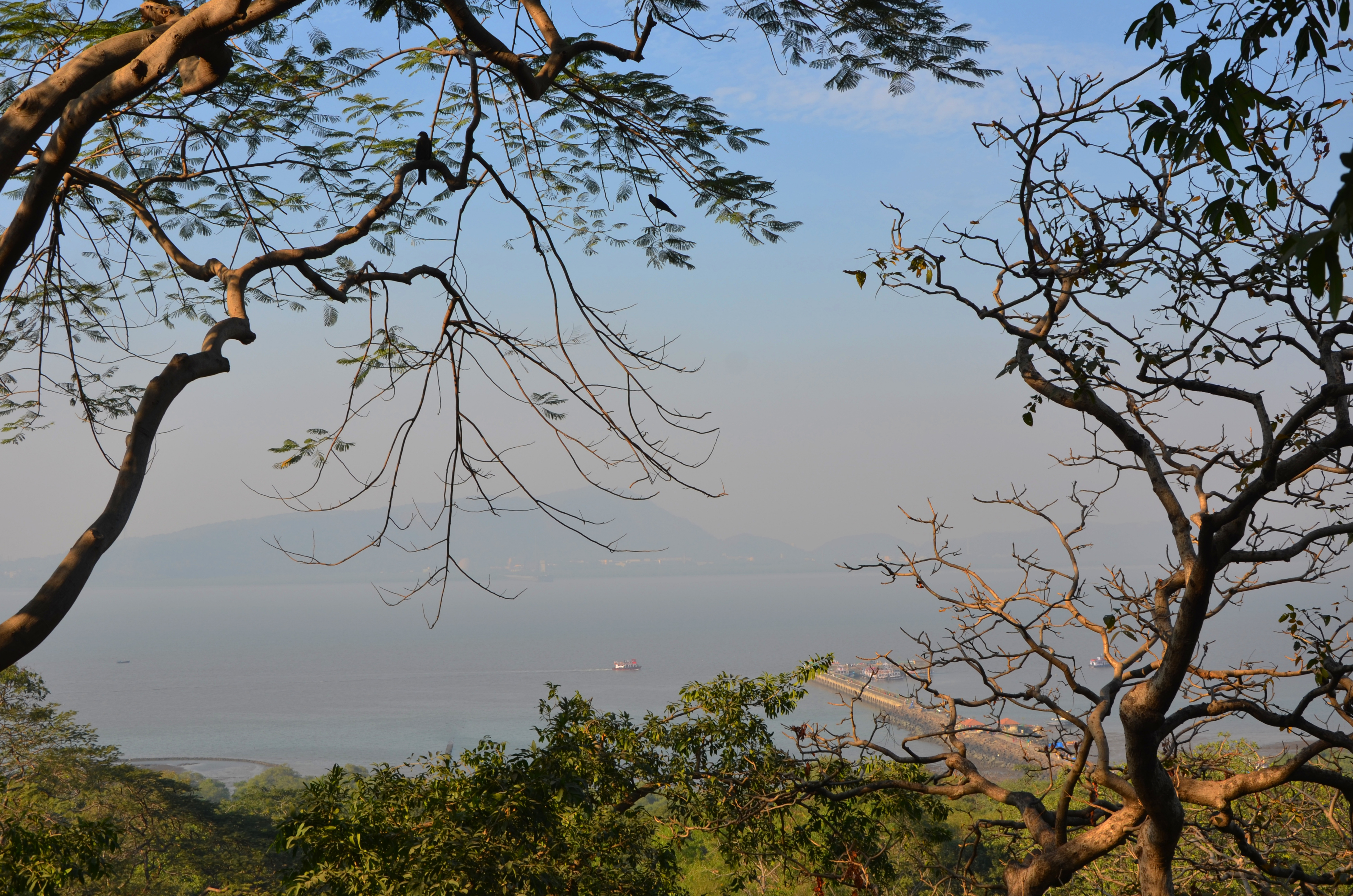
منظر لرصيف جزيرة إليفانتا ، من كهوف إليفتا
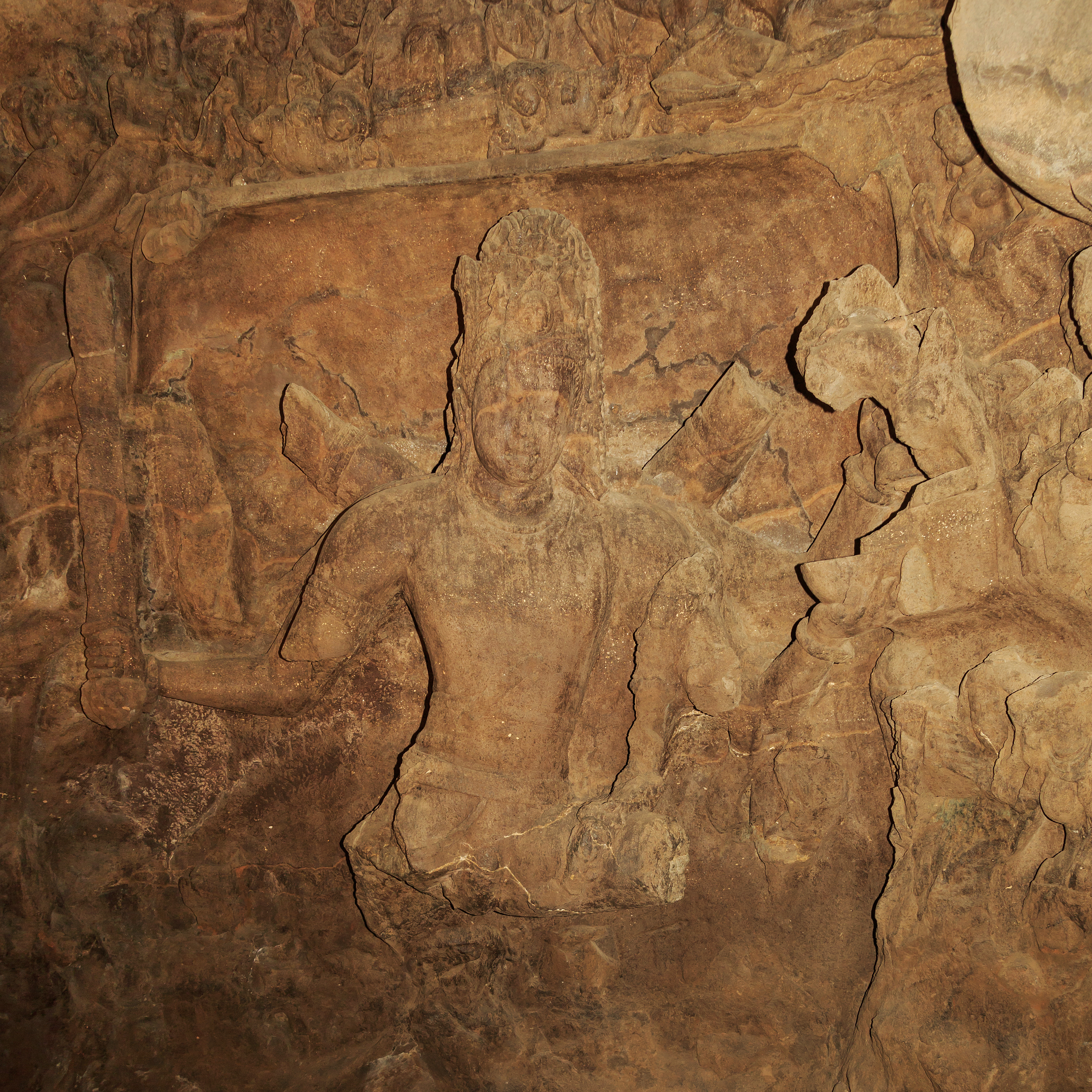
الإغاثة كهوف إليفانتا
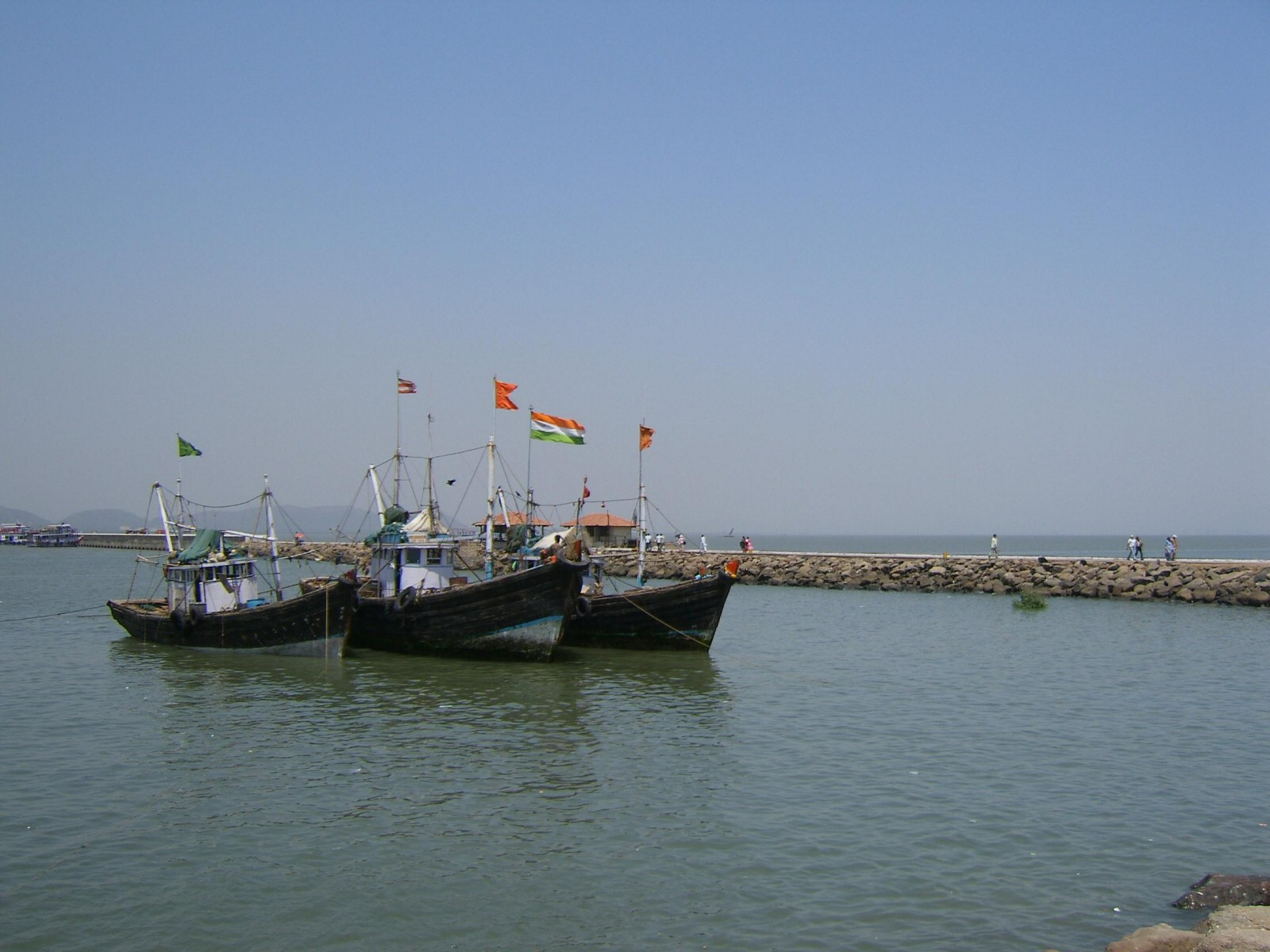
قوارب الصيادين الذين يعيشون في الجزيرة
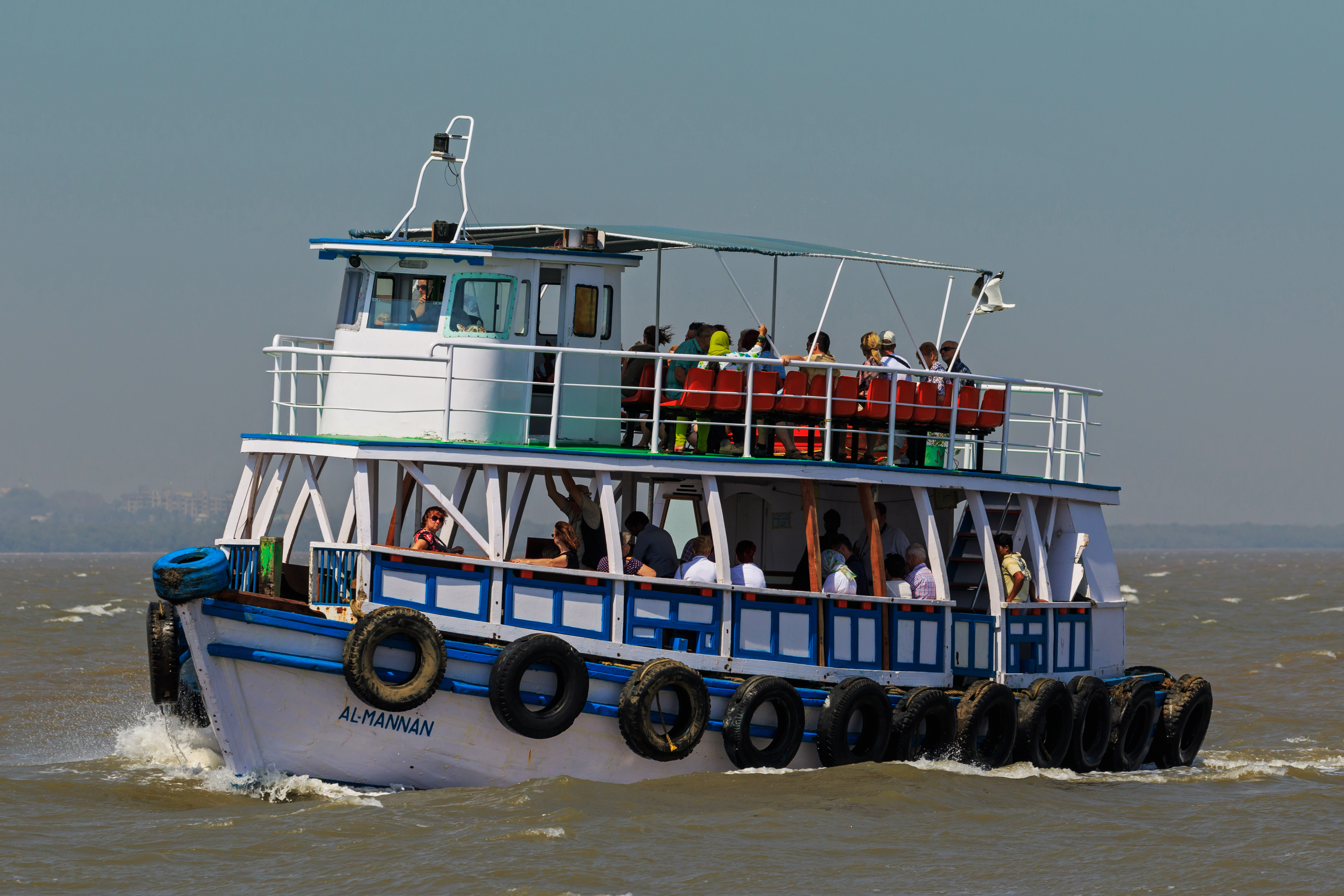
العبارة إليفا مومباي
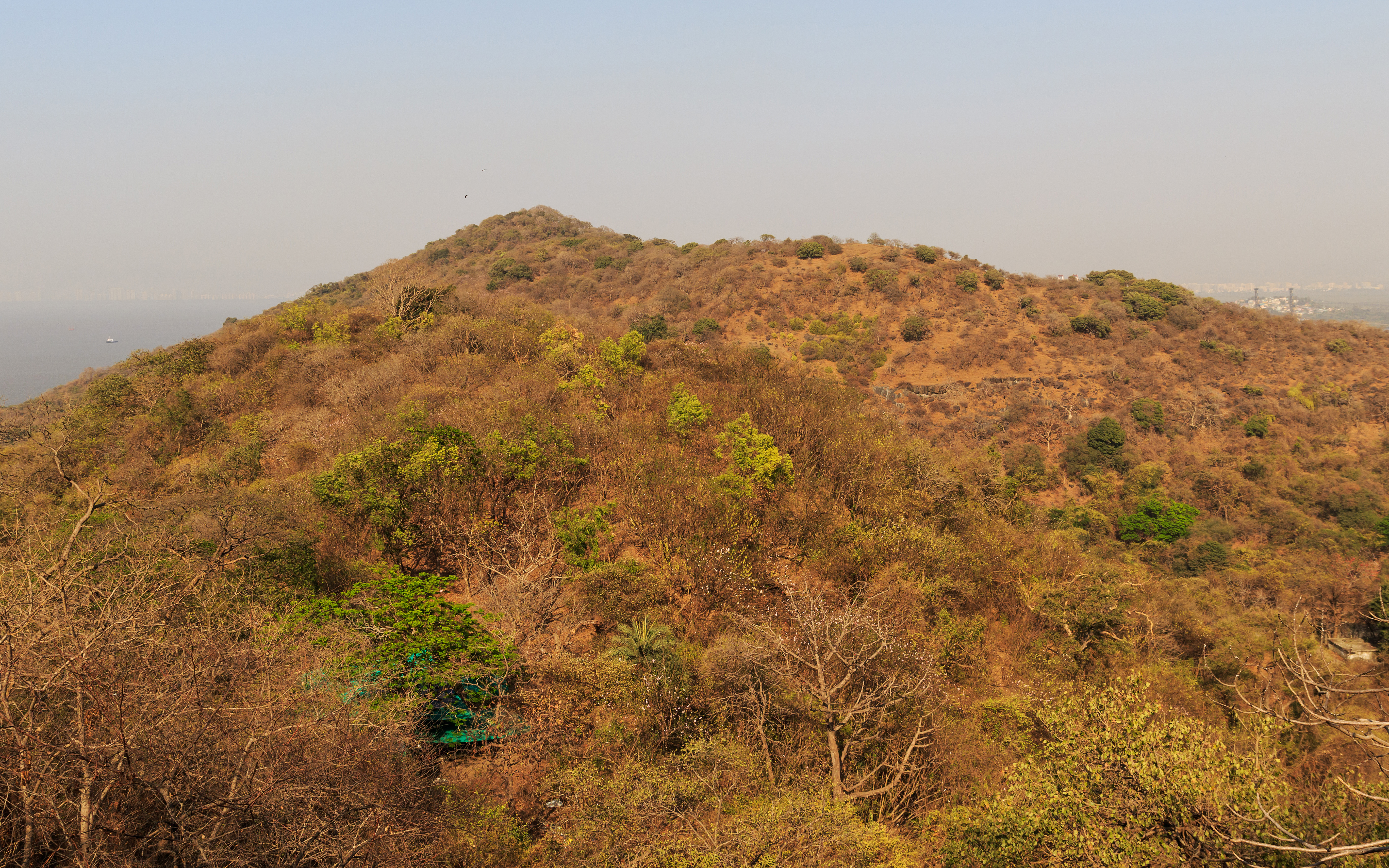
عرض من نقطة المدفع
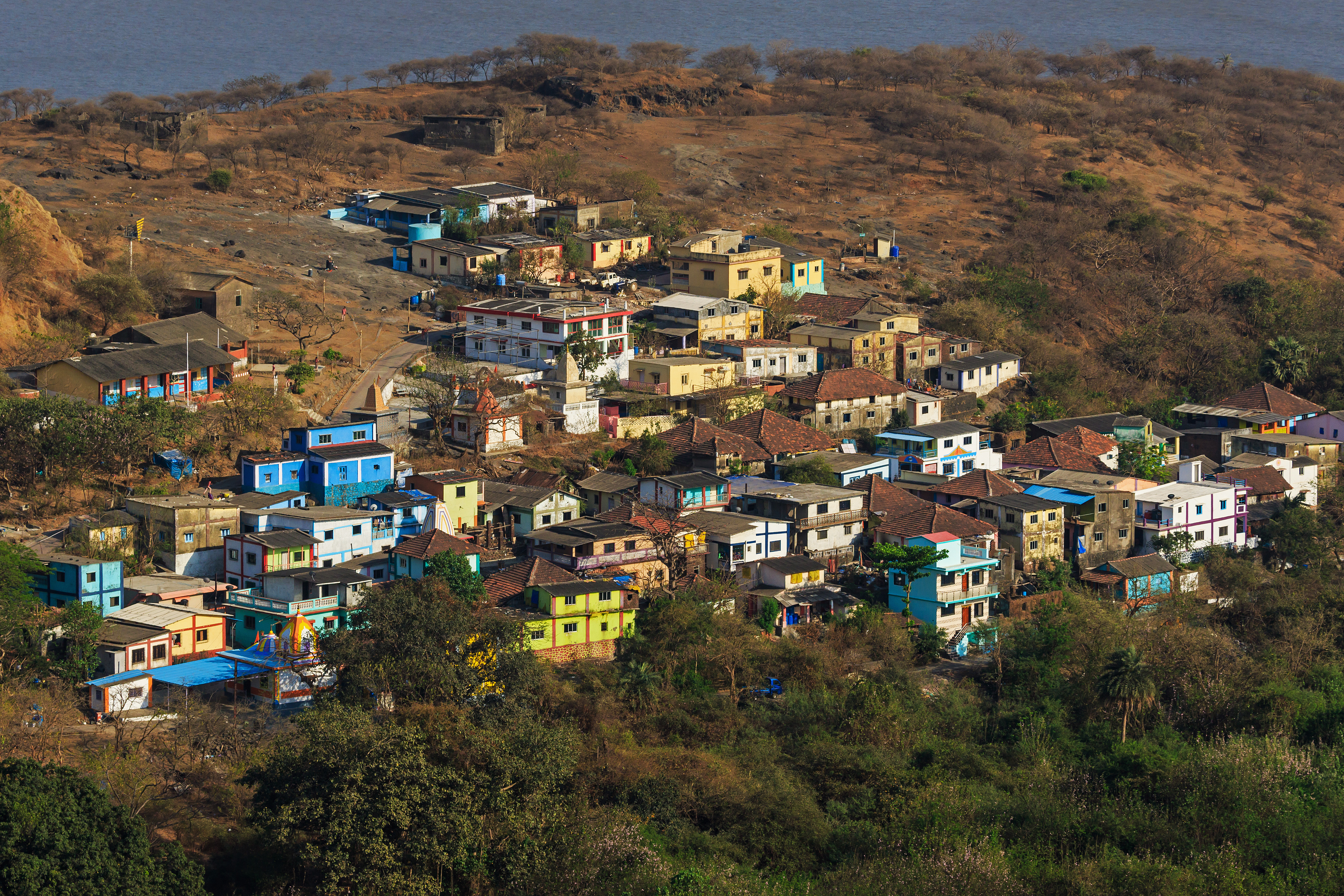
منازل في جزيرة إليفانتا
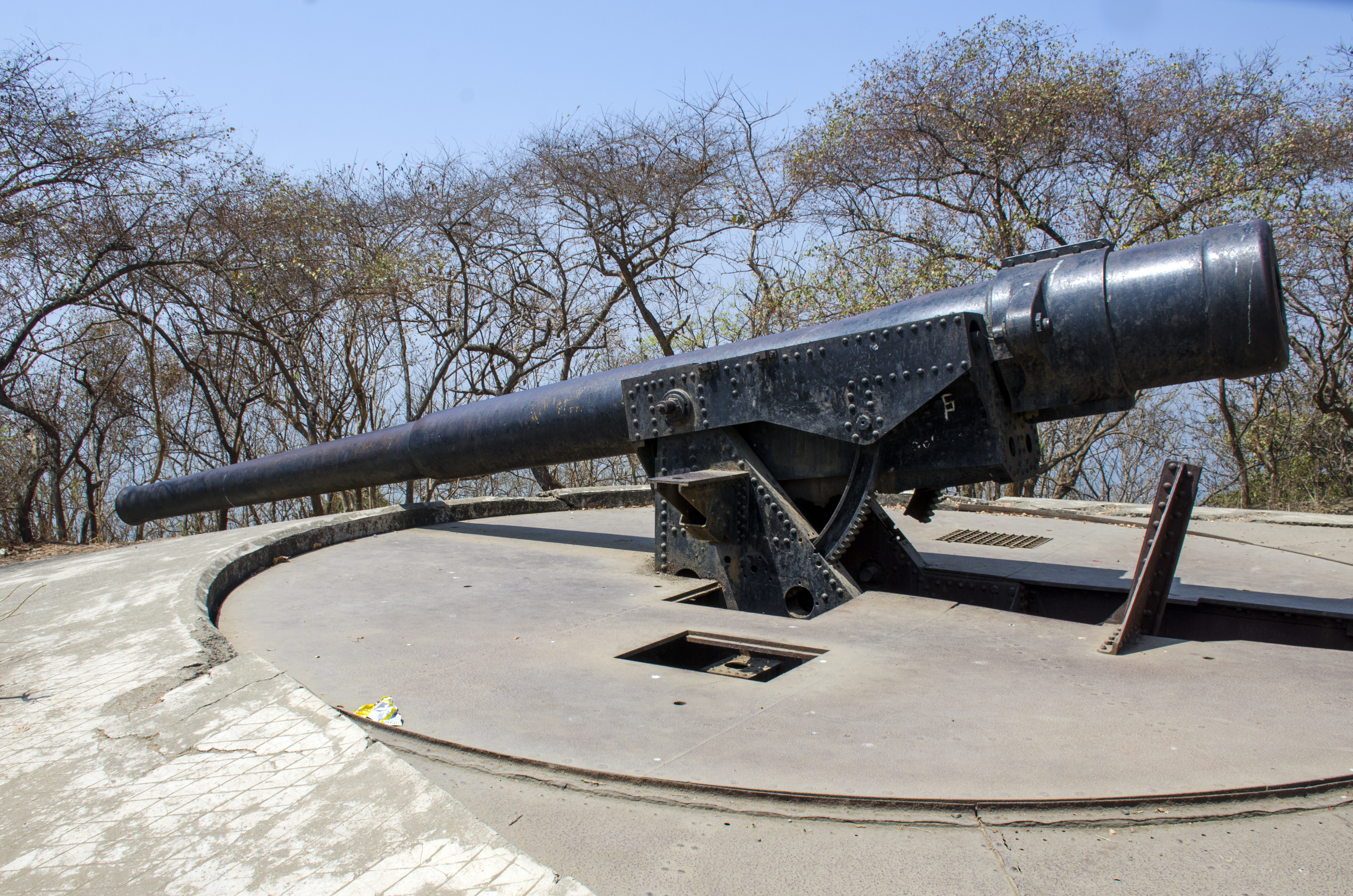
مدفع في جزيرة إليفانتا
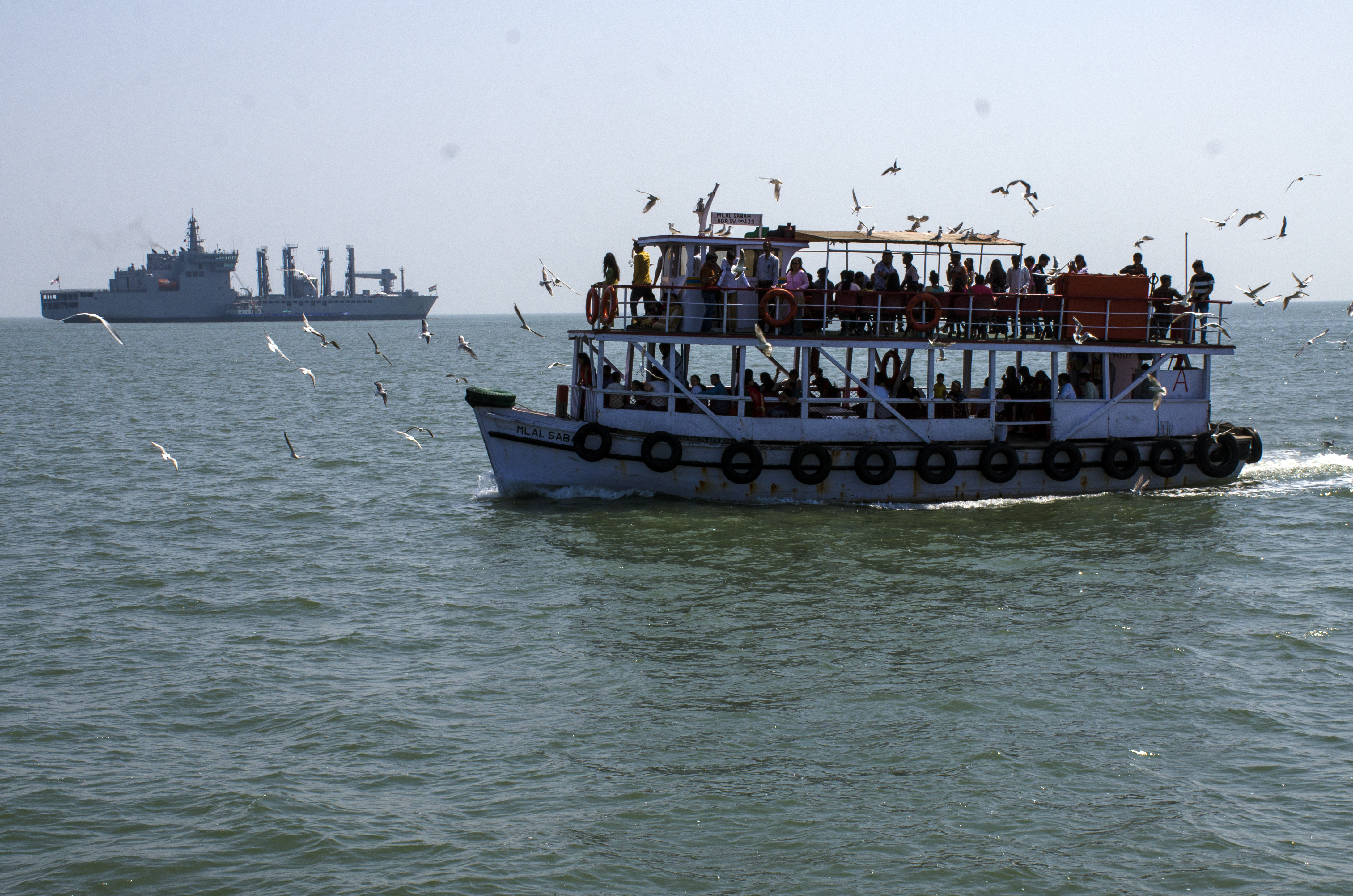
عبارة إلى جزيرة إليفانتا
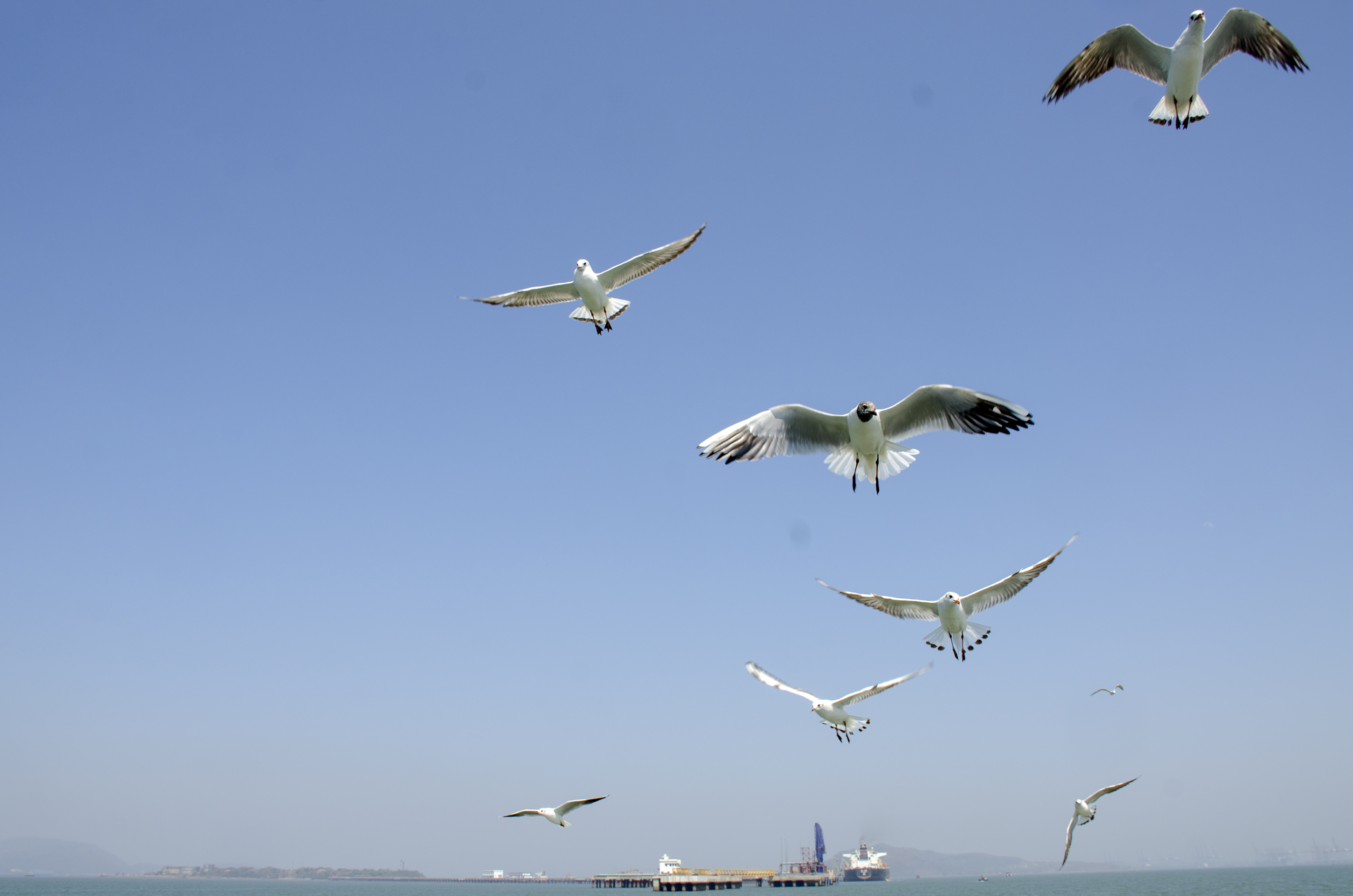
طيور البحر في طريقها إلى جزيرة إليفانتا
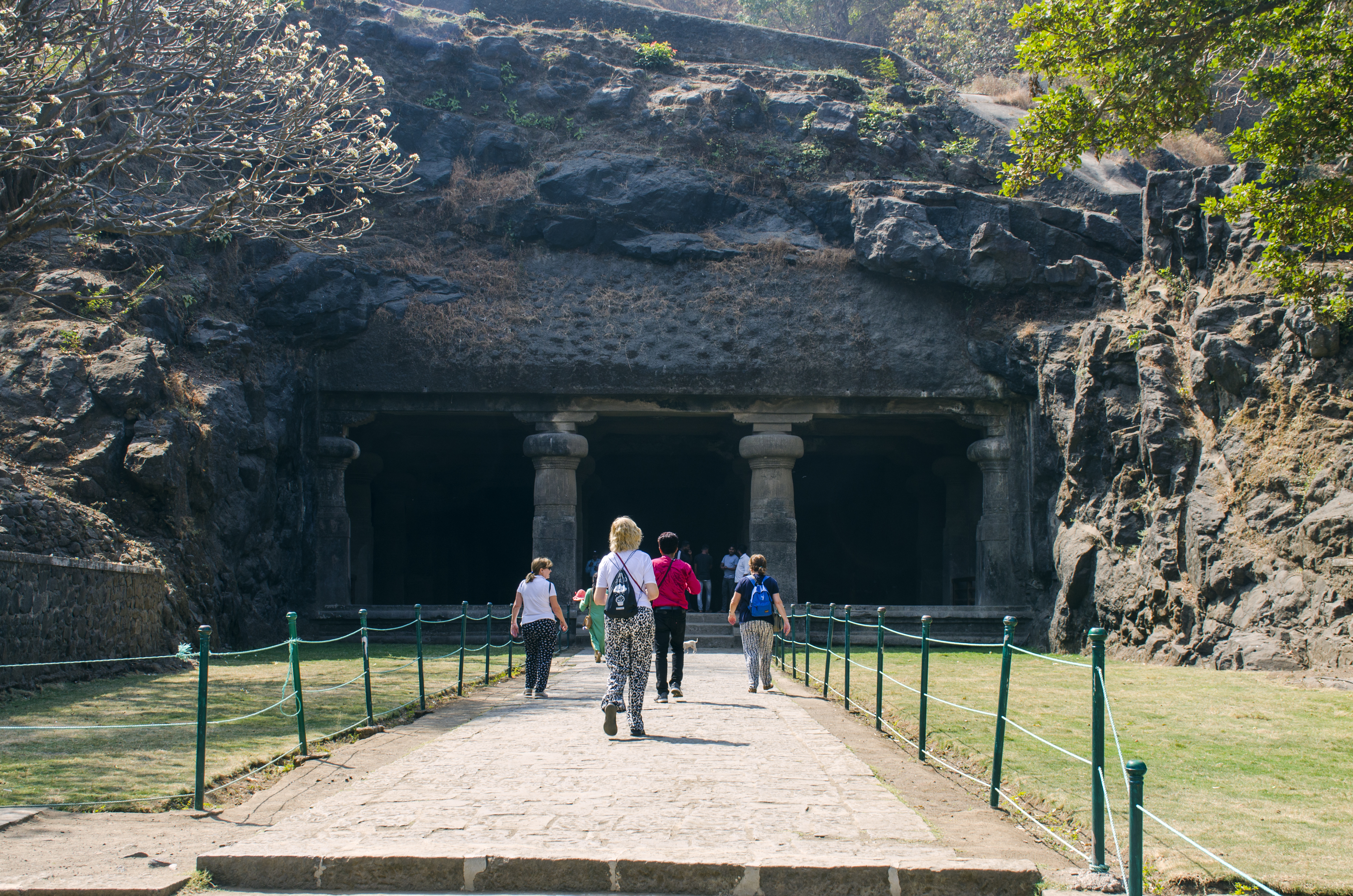
مدخل الكهف 1 من كهوف إليفانتا

## روابط خارجية
- إليفانتا
- كهوف إليفانتا
- اليونسكو للتراث العالمي
- الذهاب بصعوبة الي غرابوري
- دليل Duffer's Guide إلى إليفانتا، منتصف النهار ، 22 فبراير 2007، ص AJ